# Pirantel
Pirantel (o Pyrantel) è un farmaco antielmintico tiofenico, utilizzato come pirantel pamoato (Pyrantel pamoato) sia in campo umano che veterinario.
Il Pyrantel pamoato è un antielmintico appartenente alla famiglia delle tetraidropirimidine, molecole contraddistinte da un ampio spettro d'azione e da una bassa tossicità nei mammiferi in quanto scarsamente assorbite dal tratto gastrointestinale. Questa caratteristica riduce il rischio di tossicità sistemica e determina la mancata interferenza dei processi metabolici dell'ospite sul farmaco, che potrebbero ridurne l'efficacia antielmintica.
In Italia il composto per uso umano è venduto dalla società farmaceutica Pfizer con il nome commerciale di Combantrin in compresse masticabili contenenti 720 mg di principio attivo e in sospensione orale (250 mg/5 ml), mentre per l'uso veterinario è commercializzato dall'azienda farmaceutica ACME con il nome commerciale di Strike in pasta.

## Caratteristiche strutturali e chimiche
Si presenta come una polvere di colore tendente al giallastro. Praticamente insolubile in acqua e nell'alcool metilico e solo leggermente solubile in dimetilformammide. Solubile in dimetilsulfossido.

## Farmacodinamica
Il pyrantel, quale potente agonista dei recettori dell'acetilcolina, inibisce la colinesterasi ed esercita una forte azione nicotinosimile.
In questo modo il composto produce un'abnorme stimolazione gangliare colinergica sul sistema nervoso dei parassiti che attraverso un blocco neuronale depolarizzante ne provoca la contrattura muscolare, la paralisi motoria irreversibile, la morte, il distacco dalla parete intestinale e l'espulsione dall'apparato gastroenterico.
Il pyrantel risulta sicuro ed efficace nell'eliminazione degli strongili gastrointestinali (come ad esempio Strongilus vulgaris, Strongilus equinus, Strongilus edentatus) e delle tenie degli equini (ad esempio Anoplocephala magna, Anoplocephala perfoliata). Il pyrantel si è inoltre dimostrato un antielmintico sicuro e ben tollerato nei cavalli e nei pony in fase di gravidanza e d'allattamento oltre che nei puledri lattanti in fase di svezzamento.
Nell'essere umano si è dimostrato attivo contro Enterobius vermicularis, Ascaris lumbricoides, Ancylostoma duodenale, Necator americanus e Trichostrongylus orientalis.
Oltre a produrre un effetto benefico sull'equino, sottraendolo all'azione patogena esercitata dai parassiti, il pyrantel riduce drasticamente la diffusione delle uova nell'ambiente diminuendone il potere infestante, in tal modo riduce la carica parassitaria dei pascoli e dei ricoveri.
L'efficacia del pyrantel sulle forme larvali previene le infestazioni da strongili e ascaridi, in quanto, l'uccisione nel lume intestinale delle loro larve ne impedisce l'evoluzione a parassiti adulti con notevole riduzione della contaminazione dei pascoli.
L'attività del Pyrantel sui parassiti gastrointestinali del cavallo e del pony non dipende dal tipo di preparazione usata (soluzione o sospensione orale, pasta o granuli) né dal tipo di sale usato, vale a dire cloridrato, tartrato o pamoato, che presentano un'attività paritetica.
Sulla base dei riscontri reperibili in letteratura è possibile concludere che l'instaurarsi di fenomeni di resistenza degli elminti al Pyrantel costituisca un'eventualità non particolarmente significativa nell'equino e rappresenti un rischio di più che modesta entità per ciò che concerne la salute umana in rapporto all'eventuale ingestione di quote residuali del principio attivo anche in ragione della diversità e della specificità delle specie parassitarie che interessano cavallo e uomo.

## Farmacocinetica
A seguito di assunzione per via orale pirantel viene scarsamente assorbito dal tratto gastroenterico. Il picco di concentrazione plasmatica si verifica entro 1-3 ore dall'assunzione.
Nell'organismo la minima quantità di farmaco assorbita viene metabolizzata parzialmente a livello della ghiandola epatica.
L'eliminazione avviene in gran parte attraverso le feci nelle quali è escreta in forma immodificata circa il 50% di una dose assunta. Un ulteriore 7% può essere riscontrato nelle urine, sia come farmaco progenitore che sotto forma di metaboliti.

## Tossicologia
In studi sperimentali su animali, in particolare nel gatto, topo e cane, a seguito di una singola somministrazione orale è stata riscontrata una DL50 variabile da 2g a 5 g/Kg di peso corporeo. Dopo una singola somministrazione intramuscolare la DL50 nel gatto è stata di 250 mg/Kg e nel topo 198 mg/Kg peso corporeo.
Studi sui ratti (cui erano somministrati dosaggi di 25–250 mg/kg peso corporeo) non hanno messo in evidenza effetti negativi sulla fertilità, riproduzione, organogenesi, parto o allattamento.

## Usi clinici nell'essere umano
- Ossiuriasi: il composto trova indicazione nel trattamento dell'enterobiasi, l'infezione causata da Enterobius vermicularis, in alternativa ad altri farmaci di scelta quali mebendazolo o albendazolo.
- Ascaridiasi: indicato nel trattamento dell'infestazione dovuta al parassita Ascaris lumbricoides, in alternativa ad altri farmaci di scelta quali albendazolo, mebendazolo o ivermectina.
- Anchilostomiasi: utilizzabile nel trattamento delle infestazioni da anchilostomi intestinali (Ancylostoma duodenale o Necator americanus), in alternativa ad altri farmaci di scelta quali albendazolo o mebendazolo.
- Tricostrongiliasi: il pirantel è il farmaco di prima scelta nel trattamento dell'infestazione da Trichostrongylus. Farmaci alternativi sono l'albendazolo e il mebendazolo.

## Usi clinici in medicina veterinaria
Trattamento delle infestazioni gastrointestinali degli equidi sostenute da grandi strongili (Strongylus vulgaris, S. edentatus, S. equinus), piccoli strongili (Cyathostominae, Triodonthophorus spp.) e cestodi (tenie) ad esempio Anoplocephala perfoliata, Anoplocephala magna.

## Effetti collaterali e indesiderati
In letteratura non esistono riscontri in merito a possibili gravi effetti collaterali del pyrantel pamoato, ad eccezione di un'unica segnalazione in letteratura medica su un aggravamento dei sintomi di miastenia grave a seguito di assunzione del composto. 
Gli effetti avversi che si possono osservare con maggiore frequenza sono correlati con l'apparato gastro-intestinale (dispepsia, anoressia, nausea, vomito, dolore epigastrico, diarrea, dolore addominale diffuso. Frequenti anche i disturbi del sistema nervoso (cefalea, vertigini, sonnolenza oppure insonnia) e del sistema epatobiliare (riscontro di innalzamento della AST, in genere transitorio). Sono anche possibili effetti indesiderati a carico della cute e del tessuto sottocutaneo, così come reazioni da ipersensibilità (rash cutaneo, iperidrosi, prurito, orticaria).

## Controindicazioni
Il pirantel pamoato è controindicato nei soggetti con ipersensibilità nota al principio attivo, molecole chimicamente correlate oppure ad uno qualsiasi degli eccipienti contenuti nella formulazione farmaceutica.

## Dosi terapeutiche nell'essere umano
Il pirantel viene somministrato per via orale e può essere assunto indipendentemente dai pasti. Per renderlo più gradevole viene consigliato di assumerlo mescolato con succhi di frutta o un bicchiere di latte.
Prima della somministrazione non è necessario che il paziente segua una dieta particolare e neppure che assuma un lassativo.
Nei soggetti adulti e nei pazienti pediatrici la dose consigliata (espressa in termini di pirantel) per il trattamento dell'enterobiasi è pari a 11 mg di principio attivo per kg di peso corporeo, per via orale, in una singola dose. Il trattamento, a giudizio del medico, può essere ripetuto dopo 2 settimane.
Il trattamento delle infezioni intestinali da Ancylostoma duodenale o da Necator americanus richiede che il dosaggio di 11 mg/kg peso corporeo, sempre per via orale e sempre una volta al giorno, sia ripetuto per 3 giorni consecutivi. Il medico suggerirà quindi di seguire un esame delle feci a distanza di due settimane dal trattamento. Se l'esame metterà in evidenza la persistenza di infestazione il trattamento dovrà essere ripetuto.

## Dosi terapeutiche in medicina veterinaria
Considerare attentamente i foglietti illustrativi delle varie specialità commercialmente disponibili.
I trattamenti condotti con Pyrantel pamoato non richiedono particolari conoscenze o competenze di natura farmacoterapeutica da parte di chi impiega i vari prodotti in quanto si tratta di un principio attivo caratterizzato da uno scarsissimo assorbimento gastroenterico che comporta una minima possibilità di effetti sistemici anche a seguito di erronei iperdosaggi.